# قره‌جالو (پلدشت)
قره‌جالو، روستایی است از توابع بخش پلدشت و در شهرستان ماکو استان آذربایجان غربی ایران.

## جمعیت
این روستا در دهستان زنگبار قرار داشته و بر اساس سرشماری سال ۱۳۸۵ جمعیت آن ۴۶۸نفر (۸۹ خانوار)
بوده‌است.
فره جالو از دوواژه ترکی -کردی تشکیل شده‌است -قره یعنی سیاه و جالو یا جلو یعنی جلال بعبارتی این اسم یعنی جلال سیاه و شاید وجه تسمیه آن از نام بانی آن گرفته شده -این روستا دارای تاریخ کهن است و محل تجمع منازل بارها تعویض و جابه‌جا شده‌است-آثار به جا مانده از قنات و قبور وویرانه‌های مسجد قدیم حکایت از تاریخ دیرین آن دارد-قر ه جالو در گذشته‌های دور یکی از روستاهای آباد و حاصلخیز و دارای قنات متعدد و محل کشت محصولات جالیزی و پنبه و کنجد بوده-آثار به جا مانده از سنگرهای دوران جنگ ایران به فرماندهی عباس میرزای قاجار با قوای اشغالگر روس تزاری در اوچ تپه این روستا مشهود است و بیانگر مقاومت قره جلو در جنگ بوده‌است ساکنین قره جالو در گذر تاریخ ترک و کرد یا تلفیقی از آنها بوده ولی از سال ۱۳۲۵ مرحوم ظاهر و نعمت شیخکانلو وقتی مشترکاً آن را از فرزندان سردار ماکو خریداری کردند محل اتراق خانواده‌های کرد شیخکانلو شد.